# Abuta grandifolia
Abuta grandifolia es una liana de la familia Menispermaceae. Es una planta de uso en la medicina tradicional amazónica en Perú.

## Descripción
Es una planta trepadora de tallo robusto y aplanado, con ramas sin vello. Las hojas son lisas, de forma ovalada o ligeramente oblonga, con un extremo puntiagudo, de color verde pálido, midiendo entre 10 y 20 cm de largo y 6 a 12 cm de ancho, con venas dispuestas de manera palmeada. La inflorescencia masculina tiene entre 2 y 8 cm de largo. El fruto es una drupa elipsoide, gruesa, de color amarillo, con una longitud de 2 a 2,5 cm.

## Distribución y hábitat
Se distribuye en Bolivia, Brasil, Colombia, Ecuador, Guayana, Perú y Venezuela. En Perú, esta especie se localiza en varios departamentos, incluyendo Loreto, así como en San Martín, Ucayali, Madre de Dios, Cerro de Paseo, Huánuco y Amazonas.
El ambiente adecuado para esta especie son las zonas tropicales húmedas, con una precipitación anual que varía entre 1150 y 3400 mm, una temperatura media anual de entre 22,5 y 27 °C, y una altitud que oscila entre los 117 y los 450 metros sobre el nivel del mar. Se encuentra en suelos arenosos o arcillosos, con cantidades de materia orgánica que van del 1,3% al 4,5%, y que pueden ser extremadamente ácidos, con un pH entre 3 y 7. Su hábitat incluye áreas no inundables o inundables con crecidas moderadas, y se considera que tiene una resistencia media a las inundaciones. Se desarrolla en zonas con niveles de luz que van de intermedios a sombreados. Comparte su hábitat con diversas especies como aguaje, anona, ayahuma, capirona, capinuri, chambira, cedro, níspero, pijuayo, piña, poma rosa, shimbilo, tangarana, ubos y uña de gato.

## Taxonomía
Abuta grandifolia fue descrita como tal por el botánico británico Noel Yvri Sandwith y la descripción publicada en Bulletin of Miscellaneous Information, Royal Gardens, Kew 1937: 397 en 1937.